# Mont Chauve, Québec
Mont Chauve är ett berg i Kanada.   Det ligger i provinsen Québec, i den sydöstra delen av landet, 270 km öster om huvudstaden Ottawa. Toppen på Mont Chauve är 587 meter över havet, eller 295 meter över den omgivande terrängen. Bredden vid basen är 7,2 km.
Terrängen runt Mont Chauve är platt åt nordost, men åt sydväst är den kuperad. Närmaste större samhälle är Magog, 12,5 km söder om Mont Chauve. 
I omgivningarna runt Mont Chauve växer i huvudsak lövfällande lövskog. Runt Mont Chauve är det ganska glesbefolkat, med 39 invånare per kvadratkilometer.